# Nelly Cootalot: Spoonbeaks Ahoy!
Nelly Cootalot: Spoonbeaks Ahoy! ist ein Point-and-Click-Adventure von Alasdair Beckett. Es wurde mit der Adventure-Game-Studio-Engine erstellt und im März 2007 im Internet veröffentlicht. Im Februar 2014 wurde das Spiel erstmals auf Deutsch veröffentlicht. Es wurde außerdem ins Spanische und Französische übersetzt.

## Handlung
Auf einer fiktiven Insel, der Baronie von Meeth, forscht der Spieler nach dem Grund für das Verschwinden der Löffelschnäbler (die Bezeichnung für Löffler im Spiel). Ein paar Minispiele müssen gelöst werden, um das Ziel zu erreichen, zum Beispiel muss der Spieler eine kodierte Nachricht entschlüsseln und beim Entenangeln gewinnen.

### Charaktere
Nelly CootalotNelly ist eine junge Piratin und die Protagonistin der Serie.
Sebastian J. CootDer gefiederte Assistent von Nelly Cootalot.
William BloodbeardNellys Geistermentor Bloodbeard kehrt aus den Tiefen zurück, um sie auf Missionen zu schicken.
Baron BreitbartEr ist der Baron der Baronie von Meeth und ein Tierquäler, der nur auf seinen eigenen Profit aus ist.
BaronessDas Modeopfer der Südsee. Sie ist die Gattin des Barons.
Winston Rackham, „der Vogelmann“Er ist ein großer Erfinder. Er kümmert sich um die legendären Vögel auf der Vogelinsel.
Hafenmeister Van ZandtDer Hafenmeister der Groscheninsel jagt ehrlichen Piraten Angst ein.
Barkeeper FreitagEr ist der Barkeeper vom „Rankenfüßler“.
Kapitän RehabEin alter Seelöwe, der gerne mal zu tief ins Glas schaut.
Professor Mary Jane MorganMary Jane Morgan ist Professorin für „Piratistik“ an der Universität von West Ham.

## Spielprinzip und Technik
Nelly Cootalot ist ein Point-and-Click-Adventure. Aus Sprites zusammengesetzte Figuren agieren vor handgezeichneten, teilanimierten Kulissen. Mit der Maus kann der Spieler seine Spielfigur durch die Örtlichkeiten bewegen und mit den Maustasten Aktionen einleiten, die den Spielcharakter mit seiner Umwelt interagieren lassen. Nelly kann so Gegenstände finden und sie auf die Umgebung oder andere Gegenstände anwenden sowie im Rahmen von Multiple-Choice-Dialogen mit NPCs kommunizieren. Mit fortschreitendem Handlungsverlauf werden weitere Orte freigeschaltet.

## Produktionsnotizen
Spoonbeaks Ahoy! wurde von Beckett als Geschenk für seine Freundin entwickelt und die Piraten-Protagonistin Nelly Cootalot wurde ihr nachempfunden.
Bereits das Ende des ersten Teils deutete auf einen möglichen Nachfolger hin. Beckett gab die Entwicklung des zweiten Teils im September 2008 offiziell bekannt. Das zweite Spiel trägt den Titel Nelly Cootalot II: The Fowl Fleet. Es wurde durch eine Crowdfunding-Kampagne auf der Plattform Kickstarter finanziert und am 22. März 2016 veröffentlicht.

## Rezeption
Das Spiel wurde für die Geschichte, die Musik und den lustigen Schauplatz gelobt, obwohl einige der Rätsel als schwierig erachtet wurden. Obwohl die Kritiker aufgrund des Schauplatzes und der Dialoge das Gefühl hatten, dass das Spiel von der Monkey-Island-Serie inspiriert wurde, wurden die Originalität des Grafikstils und des Spielerlebnis gelobt. Es bekam eine Bewertung von 80/100 Punkten im Magazin PC Format.
Das Spiel gewann 2007 fünf Auszeichnungen auf der Adventure-Game-Studio-Website: „Best Game Created with AGS“, „Best Gameplay“, „Best Dialogue Writing“, „Best Player Character“ und „Best Character Art“. Es wurde außerdem von IndieGames.com zu einem der 20 „besten Freeware Adventure-Spiele“ des Jahres 2007 gewählt.